# Duo concertant pour violon et piano
Pour les articles homonymes, voir duo concertant.
Ne doit pas être confondu avec Duo concertante (Lindberg).
Le Duo concertant pour violon et piano est une sonate pour violon et piano d’Igor Stravinsky. Composé en 1931-32, il fut créé le 23 octobre 1932 par Samuel Dushkin au violon et Stravinsky au piano à Berlin.
Cette pièce est dédiée à Samuel Dushkin, rencontré en 1931. 
Stravinsky et Dushkin l'enregistrent en avril 1933 et donnent des récitals ensemble à travers l'Europe pendant plusieurs années.
En 1972, George Balanchine a chorégraphié le ballet Duo Concertant (en) sur la partition de Stravinsky pour le New York City Ballet.

## Mouvements
1. Cantilène
2. Églogue I
3. Églogue II
4. Gigue
5. Dithyrambe